# Konstantinos Giouvetsis
Konstantinos Giouvetsis oder Konstantinos Gkiouvetsis (griechisch Κωνσταντίνος Γκιουβέτσης, * 19. November 1999 in Chania) ist ein griechischer Wasserballspieler. Er gewann mit der Nationalmannschaft eine olympische Silbermedaille und bis 2025 je eine Silber- und Bronzemedaille bei Weltmeisterschaften.

## Sportliche Karriere
Der 1,91 Meter große Giouvetsis gewann bei den 2021 ausgetragenen Olympischen Spielen in Tokio mit der griechischen Nationalmannschaft die Vorrundengruppe vor den Italienern. Im Viertelfinale bezwangen sie die Mannschaft Montenegros und im Halbfinale die Ungarn. Im Finale siegten die Serben mit 13:10. Giouvetsis warf zwei Tore im Halbfinale und eins im Endspiel. Die Griechen gewannen die erste olympische Wasserball-Medaille bei den Männern überhaupt, nachdem 2004 in Athen die Damen Silber gewonnen hatten.
2023 bei der Weltmeisterschaft in Fukuoka besiegten die Griechen im Viertelfinale Montenegro mit 10:9 und im Halbfinale die Serben mit 13:7. Das Endspiel gegen Ungarn benötigte ein Penaltyschießen, bis die Ungarn als Weltmeister feststanden. 2024 bei der Europameisterschaft in Kroatien unterlagen die Griechen im Viertelfinale der Mannschaft des Gastgeberlandes mit 8:13. Einen Monat später bei der Weltmeisterschaft in Doha verloren die Griechen gegen die Italiener im Viertelfinale mit 10:11, wobei Giouvetsis in diesem Spiel einen Treffer erzielte. In der Trostrunde belegten die Griechen den fünften Platz.
2025 bei der Weltmeisterschaft in Singapur besiegten die Griechen im Viertelfinale die Italiener und unterlagen im Halbfinale den Spaniern im Penaltyschießen. Das Spiel um den dritten Platz gewannen sie mit 16:7 gegen die Serben.
Auf Vereinsebene spielte Konstantinos Giouvetsis 2021 bei NC Vouliagmeni. 2023 spielte er für Panionios Athen.